# تنمية حفاظية

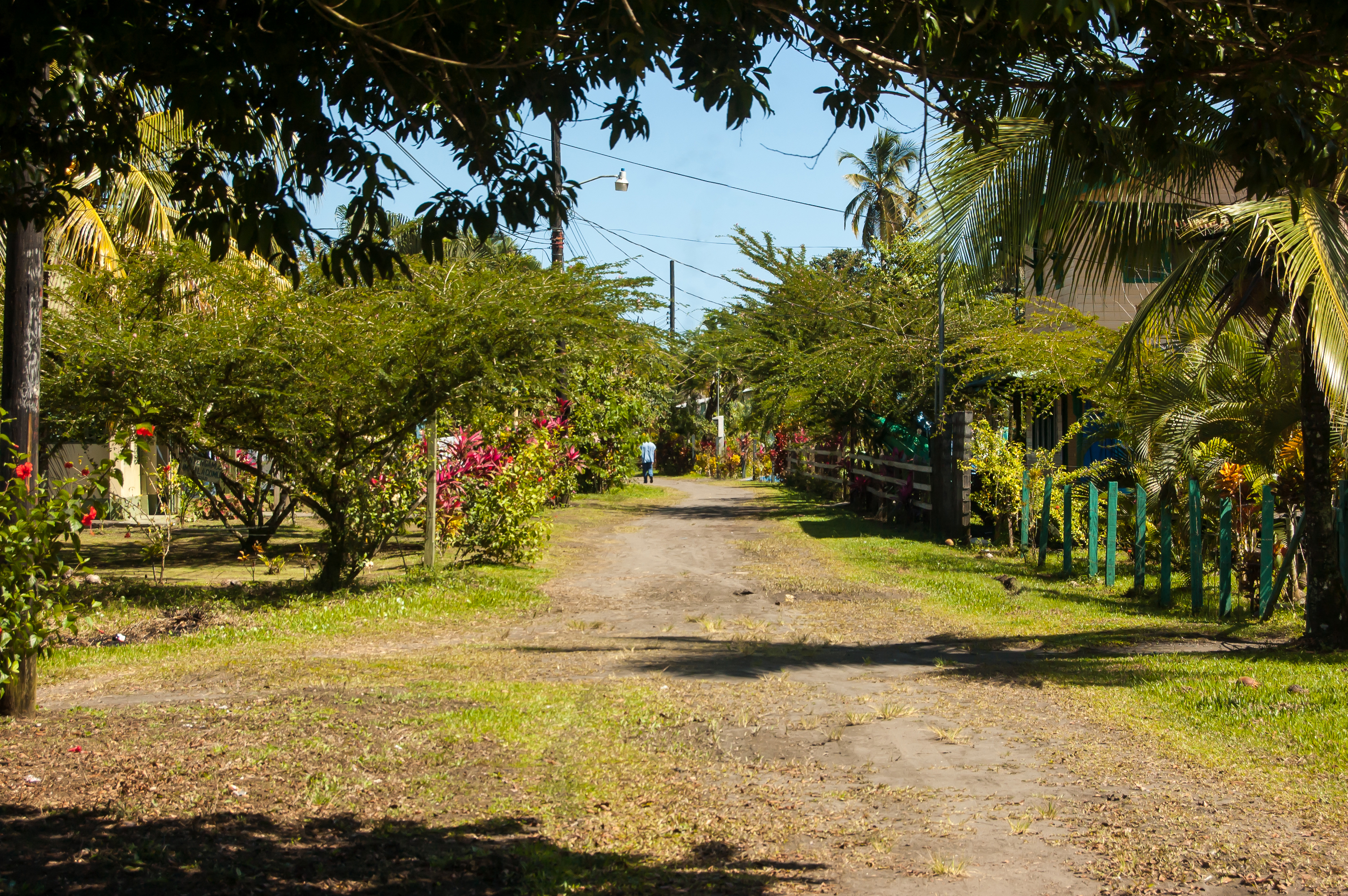
منطقة تقع في كوستاريكا بالقرب من المحيط الهادىء.

التنمية الحِفاظِيّة، وتُدعى أيضًا التصميم الحفاظي، هي تنمية استخدام أرضيٍّ محدودة، قائمة على مبدأ إتاحة التطوير المستدام المحدود، مع الإبقاء على المعالم البيئية الطبيعية للمكان، من مساحات مفتوحة أو مناظر طبيعية أو أراض زراعية أو موائل الحياة البرية أو طابع المجتمعات الريفية وما شابه. عادة ما تُعرَّف التنمية الحفاظية بأنها مشروع يخصص 50% على الأقل من إجمالي مساحته التطويرية ويجعلها مساحة مفتوحة. عادة ما يَشترك في إدارة الأرض وملكيتها مُلّاك أراض خاصة ومنظمات استخدام حفاظي للأراضي وحكومات محلية. هذا النهج آخذ في الانتشار في أنحاء كثيرة من الولايات المتحدة، ولا سيما غربها. وفي شرقها روّجته بعض الحكومات المحلية بصفته طريقة للحفاظ على جودة المياه.
شهرة هذا النوع من التخطيط آخذة في الازدياد، لأن «تطوير الأراضي من أجل التنمية الإسكانية سبب رئيسي لتدمير الموائل الطبيعية وتجزُّئها». في خسارة موئل طبيعي أو تجزؤه تهديد للأنواع التي تسكنه ودفْعها إلى حافة الانقراض. يساهم تطوير الأراضي أيضًا في تقليل الأراضي الزراعية المنتِجة، الآخذة في النقصان بالفعل من جراء التغير المناخي.
تختلف التنمية الحفاظية عن غيرها من أساليب حماية الأراضي، بأنها تستهدف حماية الموارد البيئية الموجودة في الأراضي المقرر تطويرها حالًا، أي إن التنمية الحفاظية تستهدف الحماية الفورية للأرض المعيَّنة للتطوير. أما نهج «الحزام الأخضر» مثلًا -للمقارنة- فيستهدف حماية أرض من التنمية المستقبلية، وتكون تلك الأرض خارج المنطقة المعينة للتطوير.  تستهدف التنمية الحفاظية خلق حاجز متدرج بين المناطق الحضرية والريف المفتوح، فلا يكون الحاجز مجرد طريق سريع -وهو أَشْيَع الحواجز- يصوِّره على الخريطة خط ممتد. يحاول هذا النهج اجتناب الفصل التام الذي نراه حيث تكون منطقة حضرية على جانب، وعلى الجانب الآخر غابة أو حقول زراعية محمية تماما ولا تمتّ إلى المنطقة الأولى بصلة. تتصدى التنمية الحفاظية للوهم النظرياتيّ الذاهب إلى أن انعزال البشر وتهرُّبهم أفضل لهم، ذاهبة إلى أن تصميم كيفية المعيشة أهم كثيرًا من يُظن، وأن مواجهة المشكلات وتقليل أثرنا السلبي في مكان عيشتنا أفضل من التهرب من المشكلات على حساب البيئة، وأنّا ينبغي أن نرفع كفاءة مجتمعاتنا فلا يكون التهرب وبناء الحواجز أول رد فعل لها.

## تاريخها
ظهر مفهوم التنمية الحفاظية في أوائل ثمانينات القرن الماضي، على يد المخطِّط راندال آرِنت الذي تلقى تدريبه في بريطانيا. ألّف راندال بين عدة مفاهيم ستينياتيّة، وأدمج فكرة تصميم «التكتُّل والمساحة المفتوحة» في فلسفة إيان ماكارغ «التصميم بإزاء الطبيعة».

## التنمية الحفاظية
تستهدف التنمية الحفاظية حماية مجموعة من الخدمات والموارد البيئية، منها: التنوع الحيوي، والمَزارع المنتِجة، وخدمات الأنظمة البيئية، والمناظر الطبيعية الخلابة، والموارد الثقافية والتاريخية. يُحقَّق هذا بتحديد المناطق القيّمة الحسّاسة بيئيا. يمكن أن تكون الأراضي المحمية مُرتَفَقًا بها لمنع استعمالها في التطوير. بعدئذ تُبنى حولها مساكن. تعتمد كثافة المساكن وأحجامها وأنواعها ومساحة المنطقة المحمية على نوع التنمية الحفاظية.
ليست التنمية الحفاظية نوع تنمية شائعا، إذ تُقدر نسبتها في إجمالي مشاريع التنمية الأمريكية بين 2.5%-10%. وغالبًا ما تُطبق في المناطق الريفية والضواحي وأطرافها، ويقل تطبيقها في المناطق الحضرية.
للتنمية الحفاظية أنواع عديدة، لكنها مشترِكة في خصائص عدة: أولا أن كل مشاريعها تتضمن أرضًا يُبتغى حفظها، تَملكها منظمة حفاظية أو يحميها حق ارتفاق حفاظي. ويلزم أن يكون بحوزة كل جهة تنموية توكيل قائم مستمر على الجزء المحمي من الأرض. وثانيا أن جهة التنمية تموّل المنطقة المحمية. وثالثا أن كل جهة تنموية تبدأ بإحصاء موارد الأرض وخصائصها البيئية. بعدئذ يمكنها تعيين مكان البناء والأماكن اللازمة حمايتها. وأخيرا أن جهات التنمية تعتمد على بعض الخصائص التصميمية لتخفيف بعض الآثار السلبية التي تصاحب التنمية والتطوير عادة، منها: أنظمة خفيفة الآثار لإدارة مياه الأمطار، وتصاميم المناظر الطبيعية.

## الأنواع
ذكر الباحث جيفري مايلدر 4 أساليب من الأساليب المستعملة في التنمية الحفاظية في الولايات المتحدة. جمع الأول والثاني تحت خانة واحدة لاشتراكهما في فلسفة «الحفاظ مع التنمية»، وتعني أن الحفاظ هو الهدف الأساس، وأن التنمية وسيلة لبلوغ تلك الغاية. والثالث والرابع تحت خانة «التنمية مع الحفاظ». يَضطلع بهذين النوعين شركات تطوير خاصة، تستهدف جني الأرباح لكن بطريقة حفاظية.

### مشاريع المشتري الحفاظي
سمّى مايلدر الأسلوب الأول «مشاريع المشتري الحفاظية»، وفيه تشتري المِلكية جهة استئمان أراضٍ، فتحمي المناطق المهمة بيئيًّا بحق ارتفاق حفاظي، ثم تبيع الأرض مع حق الارتفاق لمشترٍ حفاظي. حينئذ لا يسع المشتري البناء على الأرض المرتفق بها، لكنه يستطيع البناء على الجزء الباقي غير المحمي. يؤدي هذا الأسلوب إلى بناء مساكن أقل، فتكون المنطقة منخفضة الكثافة السَّكنية. في دراسة أجراها مايلدر وكلارك وَجدا هذا الأسلوب يحمي 98.4% من إجمالي الأرض، فيكون بهذا أعلى الأساليب الأربعة نسبة.

### مشاريع الحفاظ مع التنمية المحدودة
سمى مايلدر ثاني الأساليب التي ذكرها «مشاريع الحفاظ مع التنمية المحدودة». غالبًا ما يضطلع به جهات استئمان أراضٍ، وأحيانا شركات تطوير حفاظية أو مُلاك أراض. تُبنى عقارات للبيع في سوق مفتوح، وتُستعمل الأرباح في تمويل الحفاظ على الأراضي المجاورة. وجد مايلدر وكلارك أن هذا الأسلوب يحمي 93.5% من إجمالي الأرض. أُجريت حديثًا دراسات حول كفاءة هذا الأسلوب في حماية الموارد المهددة وإحيائها وإدارتها، فوُجد أنه أكثر فعالية في كل هذا من أسلوب «التقسيمات الحفاظية» ومن التنمية التقليدية.